# Kirkerup Sogn (Roskilde Kommune)
 For alternative betydninger, se Kirkerup Sogn. (Se også artikler, som begynder med Kirkerup Sogn)
Kirkerup Sogn er et sogn i Roskilde Domprovsti (Roskilde Stift).
I 1800-tallet var Kirkerup Sogn anneks til Ågerup Sogn. Begge sogne hørte til Sømme Herred i Roskilde Amt. Ågerup-Kirkerup sognekommune blev ved kommunalreformen i 1970 indlemmet i Gundsø Kommune, der ved strukturreformen i 2007 indgik i Roskilde Kommune.
I Kirkerup Sogn ligger Kirkerup Kirke.
I sognet findes følgende autoriserede stednavne:
- Gerdrup (bebyggelse, ejerlav)
- Gundsølille (bebyggelse, ejerlav)
- Kirkerup (bebyggelse, ejerlav)
- Nyvang (bebyggelse)
- Tågerup (bebyggelse, ejerlav)
- Østrup (bebyggelse, ejerlav)
- Østrup Holme (bebyggelse)